# آسبورن (آلاباما)
آسبورن (به انگلیسی: Osborn) یک منطقهٔ مسکونی در ایالات متحده آمریکا است که در آلاباما واقع شده‌است. آسبورن ۱۴۲٫۹۵ متر بالاتر از سطح دریا قرار دارد.